# زلزال معبر أرثر 1929
زلزال معبر أرثر 1929 هو زلزالٌ وقعَ في الجزيرة الجنوبية في نيوزيلندا بتاريخ 9 مارس 1929.